# Allt flyter
Allt flyter är en svensk dramakomedifilm från 2008. Filmen är skriven och regisserad av Måns Herngren. Allt flyter hade premiär på juldagen, 25 december. Filmen är löst baserad på simklubben Stockholm Konstsim Herrs upplevelser.

## Skådespelare
- Jonas Inde -  Fredrik
- Andreas Rothlin Svensson -  Charles
- Amanda Davin -  Sara
- Jimmy Lindström -  Larry
- Peter Gardiner -  Victor
- Benny Haag -  Peter
- Shebly Niavarani -  Börje
- Kalle Westerdahl -  Markus
- Paula McManus -  Lotta
- Maria Langhammer -  Lillemor
- Moa Myrén - Rika damen
- Ossi Niskala -  Jarmo
- Henrik Svalander -  Bobo
- Bente Danielsson -  Åsa
- Ylva Lööf - Peters fru
- Christian Weber - polis
- Dietrich Hollinderbäumer - Volker
- Daniel Bohlin - Dykare